# ジャパンカップサイクルロードレース1996
ジャパンカップサイクルロードレース1996は、ジャパンカップサイクルロードレースの5回目のレース。1996年10月27日に行われ、マウロ・ジャネッティが優勝。
なお、このレースは、UCI・ロードワールドカップの最終戦としても行われたため、前3大会と比較して距離が長くなっている。　ワールドカップポイントで2位につけていたアンドレア・フェッリガートにとって逆転のチャンスであったが、ヨハン・ムセウ擁するマペイチームの徹底的なマークにより入賞を果たせず、ムセウの総合優勝が決定したレースとなった。

## 結果
10月27日(日)　179.5km
| 順位 | 選手名                   | 国籍           | チーム                           | 時間          |
| ---- | ------------------------ | -------------- | -------------------------------- | ------------- |
| 1    | マウロ・ジャネッティ     | スイス         | チーム・ポルティ                 | 4時間31分01秒 |
| 2    | パスカル・エルベ         | フランス       | フェスティナ                     | +23秒         |
| 3    | アンドレア・ベロン       | イタリア       | モトローラ                       | +24秒         |
| 4    | アンドレア・タフィ       | イタリア       | マペイ                           | 同            |
| 5    | ダビデ・レベリン         | イタリア       | ポルティ                         | 同            |
| 6    | ダニエーレ・ナルデッロ   | イタリア       | マペイ                           | +32秒         |
| 7    | ファビオ・ロショーリ     | イタリア       | チェラミケレフィン・モビルベッタ | +1分57秒      |
| 8    | ビアチェスラフ・エキモフ | ロシア         | ラボバンク                       | +4分40秒      |
| 9    | ミッチェル・ラフィス     | スウェーデン   | テレコム                         | 同            |
| 10   | ボビー・ジュリック       | アメリカ合衆国 | モトローラ                       | +4分42秒      |